# دوري كازاخستان الممتاز 1992
دوري كازاخستان الممتاز 1992 (الروسية: Чемпионат Казахстана по футболу 1992) هو الموسم 1 من دوري كازاخستان الممتاز. أقيم خلال الفترة 19 أبريل 1992 وحتى 15 نوفمبر 1992، وأشرف على تنظيمه الاتحاد الآسيوي لكرة القدم، وكان عدد الأندية المشاركة فيه 24، وفاز فيه نادي كايرات.